# Jaguar XJS
 (juin 2023).
Si vous disposez d'ouvrages ou d'articles de référence ou si vous connaissez des sites web de qualité traitant du thème abordé ici, merci de compléter l'article en donnant les références utiles à sa vérifiabilité et en les liant à la section « Notes et références ».

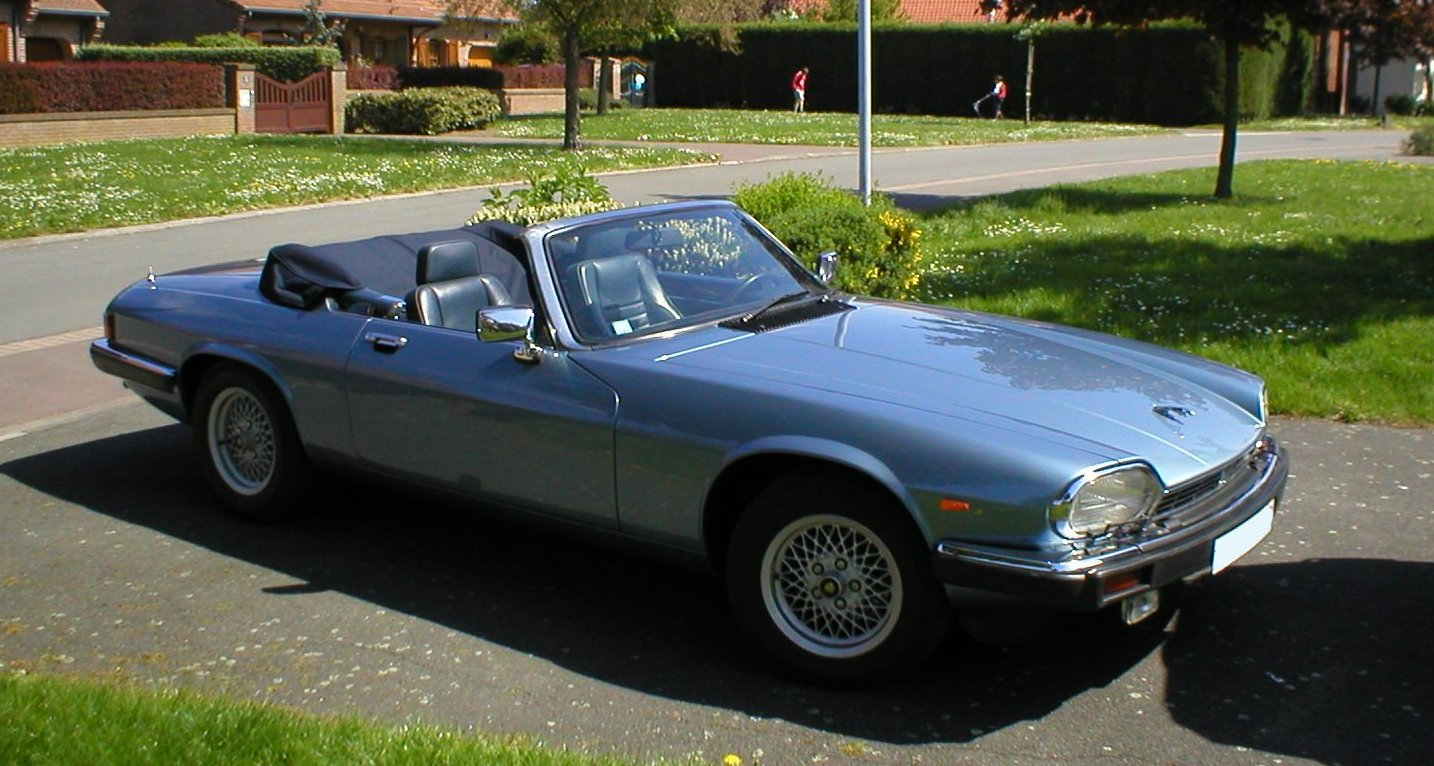
XJ-S Convertible.

La Jaguar XJ-S (puis Jaguar XJS) - (XJ27) est une voiture de grand-tourisme luxueuse produite par le fabricant anglais Jaguar de 1975 à 1996.
La XJ-S a remplacé la Type E en septembre 1975 et a été basée sur la berline XJ.
Elle n'est pas aussi sportive que sa devancière: c'est une grand-tourisme issue de la plateforme XJ, destinée à séduire le marché américain.
La XJ-S bénéficia d'une puissance digne de la marque :
un moteur à essence V12, avec un choix d'une transmission manuelle (à 4 rapports) ou automatique (à 3 rapports). La boîte manuelle a vite été délaissée. 
À l'époque, à la fin des années 1970, il était inhabituel de voir une grand-tourisme avec un moteur V12. 
C'était l'apanage des voitures de sport italiennes de luxe, comme Lamborghini ou Ferrari, dont le tarif était autrement important. 
Le cahier des charges de la XJ-S était comparable à celles-ci :
elle était capable d'accélérer à 97 km/h en 7,8 secondes, et avait une vitesse de pointe de 229 km/h. Ces chiffres ont évolué après 1981 et l'optimisation du moteur par un ancien ingénieur Porsche, la vitesse de pointe passant alors à 240 km/h.
Apparue en pleine crise pétrolière, et critiquée sur son design étrange, la XJ-S a eu du mal à se faire une place sur le marché, qui était alors peu propice aux GT.

## Les débuts en 1976
La première XJ-S apparut en 1975 (mais en tant que modèle 1976), équipée d’un moteur V12 en offrant le choix entre transmission manuelle et automatique. Elle disposait d’une transmission Borg-Warner, remplacée en 1979 par une  GM Turbo-Hydromatic 400, toujours à trois rapports.
La période de lancement n’était pas favorable : la voiture apparaissait en pleine crise pétrolière et le marché était très réduit pour un coupé grand tourisme équipé d’un V12 de 5,3 L. Le style déconcertant fut également l’objet de critiques.
Néanmoins, Jaguar profita de la promotion offerte par des séries télévisées telles Chapeau melon et bottes de cuir (The New Avengers) et Le Retour du Saint (Return of the Saint). The New Avengers mettait en vedette  Mike Gambit (Gareth Hunt) qui conduisait une XJ-S. Return of the Saint montrait Simon Templar (joué par Ian Ogilvy) conduisant une des premières XJ-S portant l’immatriculation « ST 1 ». Quinze ans auparavant, Jaguar avait décliné l’offre des producteurs de la série Le Saint, qui souhaitaient utiliser une type-E. Aussi, Roger Moore s’était vu confier une Volvo P1800.

## Les années 1980
Vers la fin de l'année 1980, quelques exemplaires ont été construits dans le style de la H.E. 1981 mais encore avec un extérieur des années 1975-80 avec pare-chocs hydrauliques, tableau de bord plastique noir, sellerie cuir, boîte automatique GM400 (sujette à des problèmes de fiabilité), logo du Jaguar sur le capot moteur, jantes Starfish et une capacité de réservoir de 91 l. Le moteur était encore celui de l'XKE (E-Type V12 de 1975) de 265 ch. Pour ces années-là c'était déjà beaucoup pour un modèle GT.

À partir de juillet 1981, la  XJ-S accueille sous son capot le nouveau V12 HE (High-Efficiency) qui permet une réduction de la consommation de carburant et une augmentation de la puissance à 295 ch (263 sur le marché américain). À la même période, la XJ-S bénéficie d’améliorations esthétiques intérieures et extérieures (nouvelles jantes en alliage, inserts de chrome sur les pare-chocs, décorations en bois sur le tableau de bord et les portières). 
En 1983 est présenté un cabriolet animé par un nouveau 6 cylindres en ligne de 3,6 litres, la XJ-SC. Ce modèle n’était pas une véritable décapotable, mais possédait une carrosserie du type Targa, avec un gros arceau fixe, ne comportant que deux places. Une boîte manuelle à cinq rapports signée Getrag est alors disponible. La XJ-SC sera proposée avec le V12 à partir de 1985. En même temps, la carrosserie Targa était remplacée par une vraie décapotable. 
En 1988 et 1989, une version spéciale XJR-S est produite pour célébrer la victoire de Jaguar aux 24 Heures du Mans, vendue uniquement sur le marché européen. Ces versions disposent de jantes et de réglages de suspension spécifiques. Au total, 350 véhicules seront vendus. À partir de septembre 1989 est proposé un V12 porté à 6 litres et doté d'une gestion électronique Zytek, le même fournisseur que les Jaguar des 24H du mans , développant 314, puis 329 ch. Ce moteur différait du 6 litres proposé sur les dernières XJ-S. 1 130 voitures équipées ainsi furent vendues.
Jaguar envisagea de produire une version plus luxueuse badgée Daimler, mais seul un prototype fut réalisé en 1986.
En marge de la série, la firme artisanale britannique Lynx proposa des conversions en cabriolet mais également en break de chasse (shooting-brake) vendues sous le nom d’Eventer, construit à 67 exemplaires.

## 1991–1996

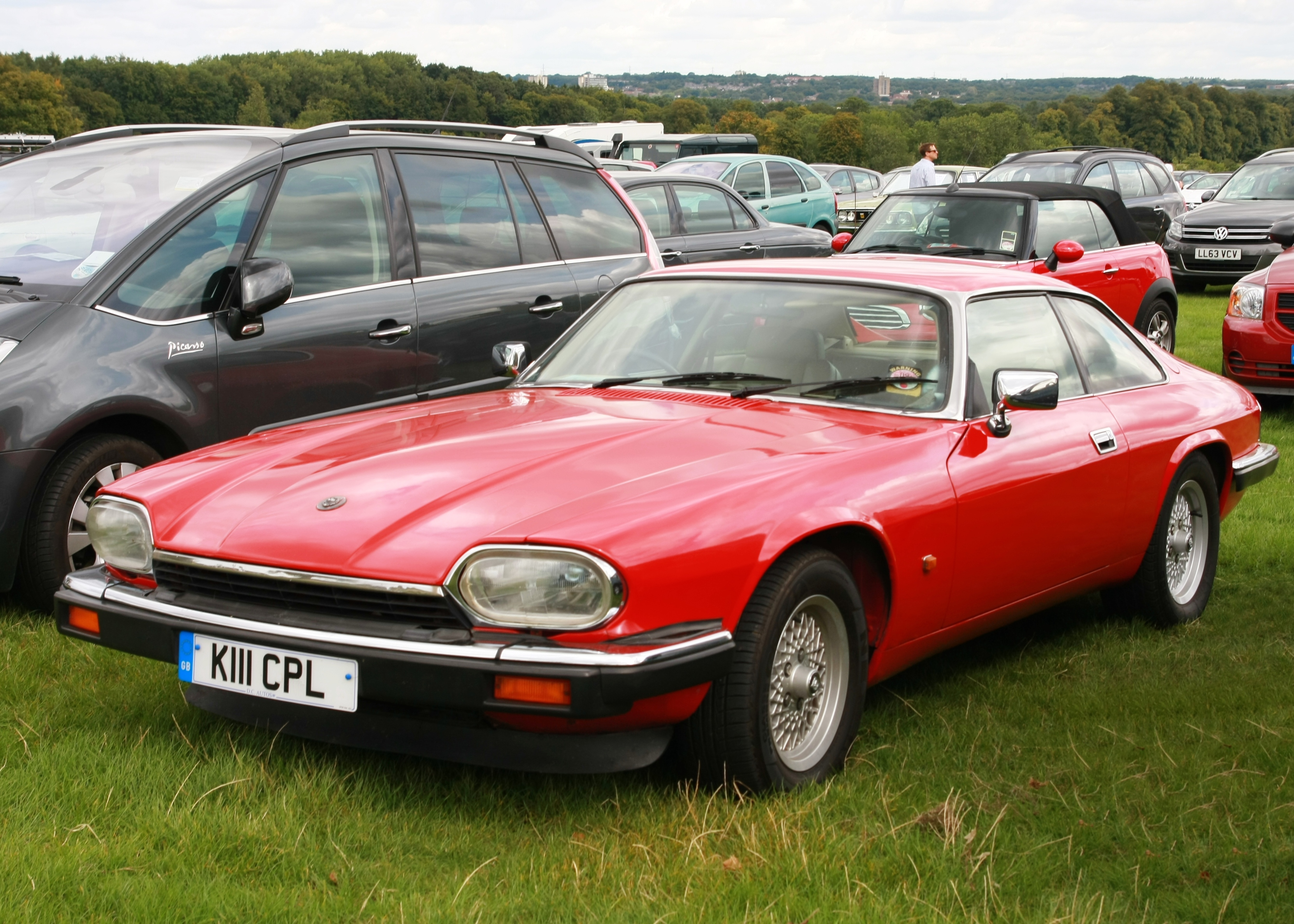
La voiture est modifiée en mai 1991.

La voiture est profondément modifiée pour 1991 (facelift) par Ford et devient la XJS (sans trait d’union). La lunette arrière est agrandie. Le 6 cylindres passe à 4 litres de cylindrée (version la plus recherchée), et se décline en cabriolet à partir de 1992. Le V12 passe à 6 litres (304 ch) en mai 1993. Avec le gros V12, la transmission automatique est modernisée avec l’ajout d’un quatrième rapport surmultiplié, le 6 cylindres conservant la boite ZF4HP24E. Les pare-chocs se font plus aérodynamiques. En avril 1994, le 4 litres est amélioré. En 1995, le V12 n'est plus disponible que sur commande spéciale. La XJS quitte les chaînes de montage le 4 avril 1996, après 21 ans de production et 113 413 exemplaires vendus. Elle sera remplacée par la XK8, au style radicalement différent, inspiré de la Type E. 
Caractéristiques techniques (4.0) :
- Moteur : 6 en ligne 4.0, 91 × 102 mm, 24 soupapes DOHC. Rapport volumétrique de 9,5:1. Injection électronique multipoint Lucas.
- Puissance : 225 ch à 4 750 tr/min (1992)
- Couple : 377 N m à 3 650 tr/min
- Transmission : propulsion, boîte manuelle cinq vitesses (rapport de pont 3,54) ou automatique ZF quatre vitesses.
- Pneus : 235/60 VR15
- Système de freinage : disques ventilés à l'avant, disques à l'arrière et antiblocage.
- Performances : 0-100 km/h en 7,9 s, 227 km/h en vitesse de pointe (boîte manuelle).

On notera qu'une Jaguar XJS de 1993 fait son apparition dans le clip de You Know How We Do It interprété par Ice Cube